# Argentum Backup
Argentum Backup — программа (утилита) для резервного копирования данных (файлов и папок) под Microsoft Windows, произведенная компанией Аргентум. Argentum Backup копирует файлы и папки в популярный формат сжатия Zip, а также предлагает обычное, прямое копирование данных и файловую синхронизацию. Резервные копии могут создаваться как вручную, так и автоматически - по расписанию. В продукте есть функции для определения наиболее важных файлов и папок на компьютерах с разными версиями Microsoft Windows, для последующего резервирования. Argentum Backup был награждён наградами PC Magazine Editors' Choice  и PC World Best Buy.

## Функции
Компания-разработчик  и рецензенты  отмечают общую простоту и лёгкость использования интерфейса утилиты Argentum Backup, которая предназначена в первую очередь для начинающих пользователей компьютера. Компания также делает акцент на минималистичной природе программы и отмечает очень высокую скорость копирования и резервирования, благодаря высокой степени оптимизации кода, написанного и профилированного на высокопроизводительном C++/STL. Другие важные функции программы:
- 64-битные расширения (Zip64) к формату Zip для создания больших, многогигабайтных резервных Zip-копий.
- Argentum Backup поддерживает 128-битное и 256-битное симметричное шифрование стандарта AES для безопасного хранения важной информации в Zip-файлах, значительно более защищённого по сравнению с обычным шифрованием в Zip.
- Набор шаблонов для нахождения и резервирования наиболее важных папок и файлов под Windows XP, Windows 7, Windows 8, и на других платформах Microsoft Windows.
- Специальная функция 'складирования', которая позволяет сохранять несколько копий данных - каждую для определенного момента времени, и возвращаться к любой из них, когда это необходимо.
- Подробные XHTML-отчёты об активности, содержащие все произведенные действия, найденные проблемы, и детальную суммарную статистику.